# St. Pankratius (Bockenem)

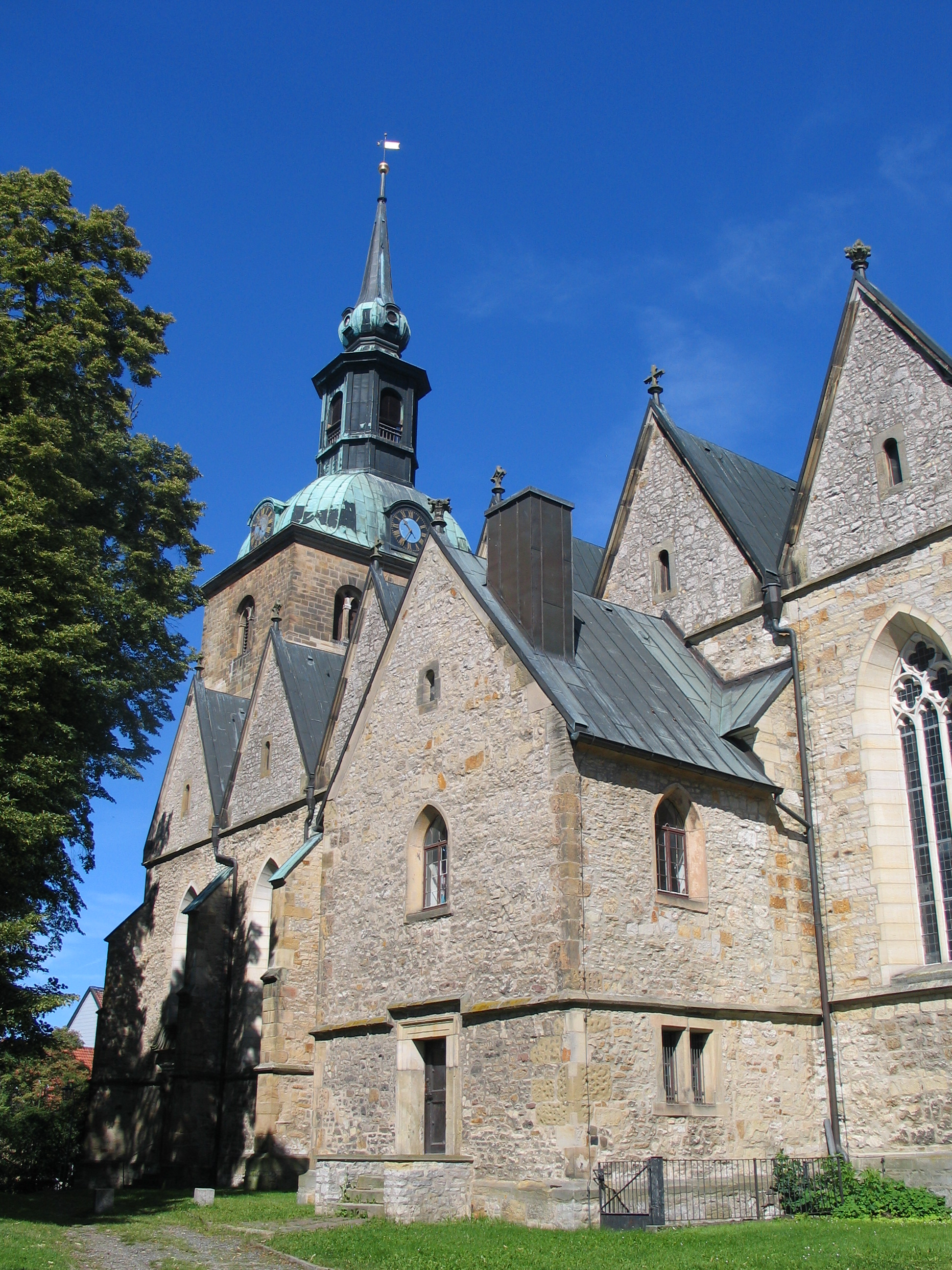
St. Pankratius

Die evangelisch-lutherische denkmalgeschützte Pankratiuskirche steht in Bockenem, einer Stadt im Landkreis Hildesheim von Niedersachsen. Die Kirchengemeinde gehört zum Kirchenkreis Hildesheimer Land-Alfeld im Sprengel Hildesheim-Göttingen der Evangelisch-lutherischen Landeskirche Hannovers.

## Beschreibung
Die alte Pankratiuskirche stammt aus der Zeit Ludwig des Frommen. Gegen Ende des 14. Jahrhunderts wurde sie bis auf den querrechteckigen Kirchturm im Westen abgerissen und auf den Grundmauern des Vorgängerbaus wieder aufgebaut. Die heutige spätgotische Hallenkirche aus Bruchsteinen mit einem Mittelschiff und zwei Seitenschiffen wurde 1403 nach fast zehnjähriger Bauzeit vollendet. Das Erdgeschoss des Turms ist mit einem Tonnengewölbe überspannt. Nach dem Brand von 1847 wurden das oberste Geschoss des Turms erneuert sowie die Haube aufgesetzt, die an jeder Seite ein Zifferblatt der Turmuhr hat, und die mit einer Laterne bedeckt ist. 
Das querrechteckige Mittelschiff des Langhauses mit vier Jochen geht in den gerade geschlossenen Chor mit zwei Jochen über, begleitet von den schmalen Seitenschiffen. Alle Joche sind mit Zwerchhäusern und steinernen Giebeln versehen sind, auf denen Kronen und Kreuze aus Sandstein stehen. An der Südseite ist die Sakristei angebaut.
Gegenüber dem Altar befindet sich auf der Empore die Orgel, die 1850 von Johann Andreas Engelhardt gebaut wurde. Sie hat 40 Register, 1975 wurde sie um ein Rückpositiv erweitert. Die Firma Sauer hat sie 2007 umfassend renoviert.